# Schönewörde

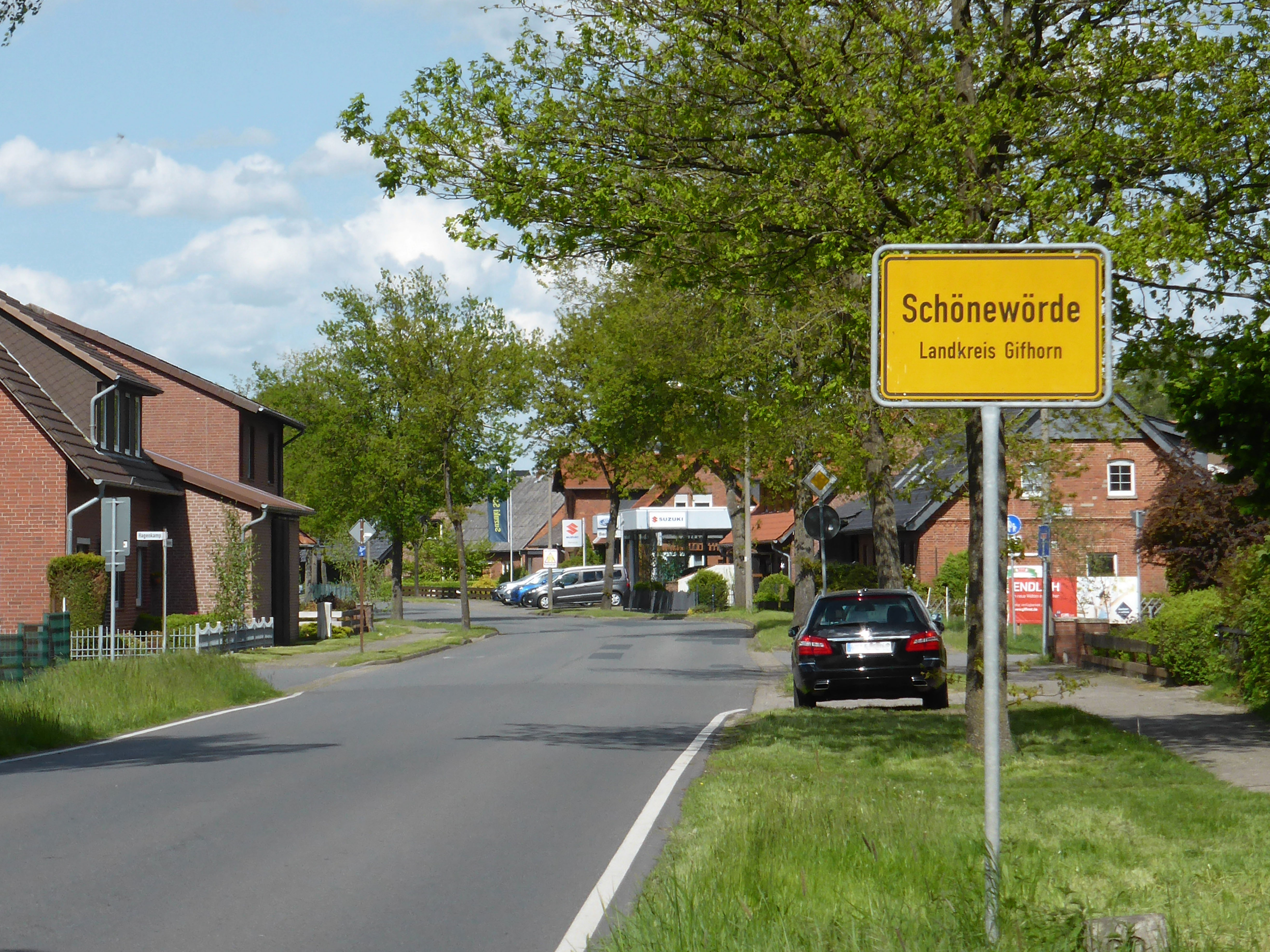
Ortseingang

Schönewörde ist eine Gemeinde im Landkreis Gifhorn in Niedersachsen mit 933 Einwohnern (Stand: April 2022). Sie ist eine von sechs Mitgliedsgemeinden der Samtgemeinde Wesendorf, die ihren Verwaltungssitz im Rathaus in der Mitgliedsgemeinde Wesendorf hat.

## Geographie

### Geographische Lage
Schönewörde liegt zwischen den Naturparks Südheide und Elm-Lappwald östlich der Ise. Durch das Dorf fließt die Riet. Der Elbe-Seitenkanal verläuft östlich der Gemeinde.

### Nachbargemeinden
Schönewörde ist von der Stadt Wittingen und der Gemeinde Wahrenholz umschlossen. Benachbarte Ortschaften sind Vorhop, Transvaal, Weißes Moor, Wahrenholz und Betzhorn.

## Geschichte
Die Gemeinde wurde 1318 als Sconenworden erstmals urkundlich erwähnt. Sie gehört zu den Siedlungen der jüngeren Rodeperiode (800–1200). In der Entwicklung wurde sie wahrscheinlich durch den Zuzug aus Wüstungen, wie Große Wöhrde und Kleine Wöhrde, beeinflusst, die in der Gemarkung lagen.
Während der Franzosenzeit gehörte Schönewörde von 1810 bis 1813 zum Kanton Wittingen im Distrikt Salzwedel, im Departement der Elbe des Königreiches Westphalen. Schönewörde blieb lange Zeit eine kleine, nur langsam wachsende Siedlung, die 1811 erst 30 Höfe bzw. abgabepflichtige Feuerstellen hatte. Die erste Volkszählung im gleichen Jahr ergab 233 Einwohner. Allerdings schätzen einige Chronisten die Bevölkerung aufgrund alter Steuerlisten nur auf 180 bis 190 Personen.
Ein Aufschwung kam mit der Aufteilung des Großen Moores 1849 und der Verkoppelung 1853/72. Dadurch standen 616 ha Heideboden und 513 ha Moorboden zur Kultivierung zur Verfügung, wodurch sich neue Existenzmöglichkeiten boten. 1859 wurde das Amt Knesebeck aufgehoben, zu dem auch Schönewörde gehörte, und seine Gemeinden dem Amt Isenhagen zugeordnet, aus dem 1885 der Kreis Isenhagen entstand.

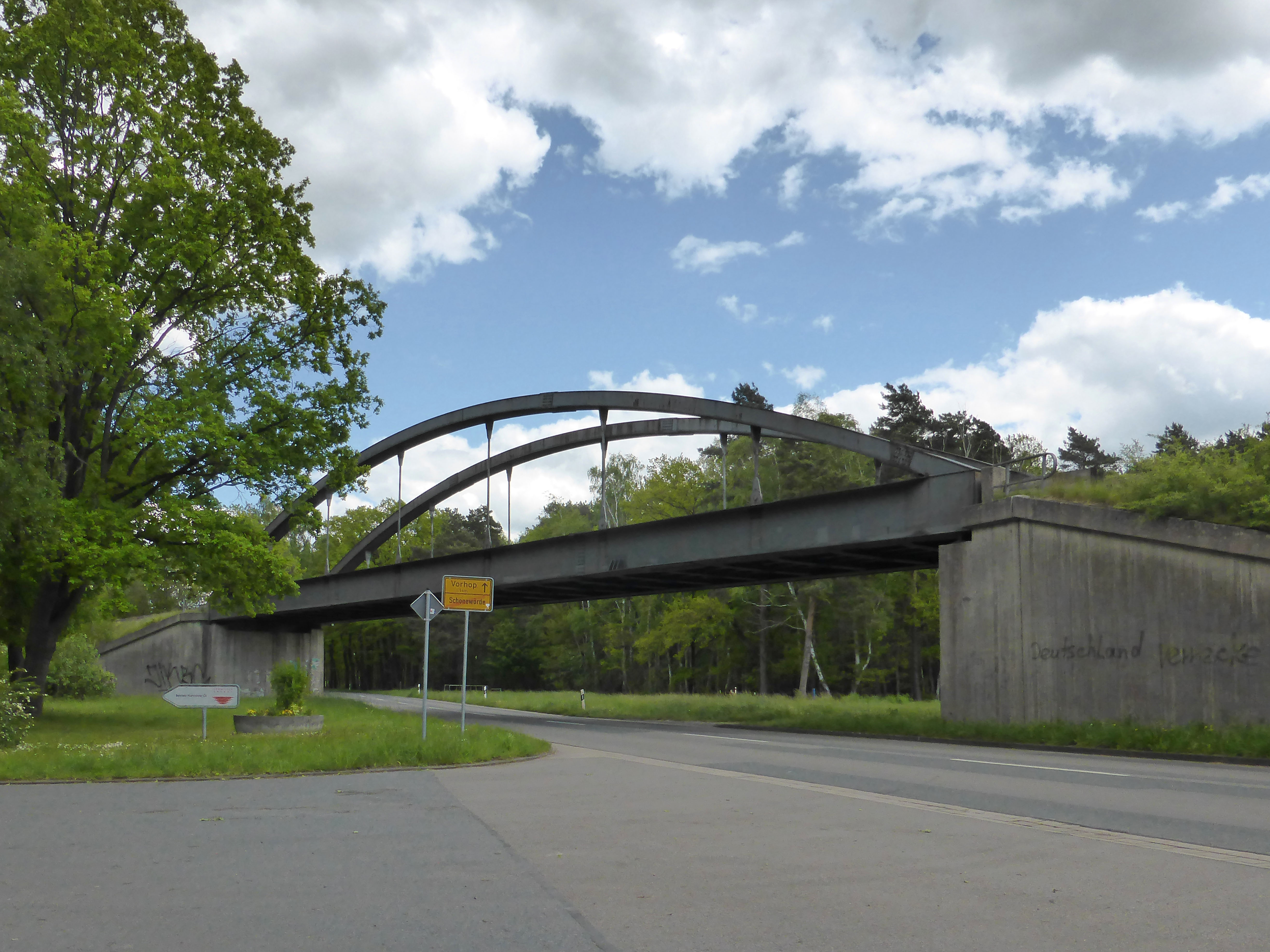
Eisenbahnbrücke

Günstig auf die Ortsentwicklung wirkte sich der Anschluss an die Bahnstrecke Braunschweig–Wieren aus, den Schönewörde 1900 bekam. 1972 musste der Haltepunkt einige hundert Meter nach Süden versetzt werden, da an der ursprünglichen Stelle der Damm der Brückenrampe über den Elbe-Seitenkanal (Baubeginn in der Gemarkung Schönewörde 1968) entstehen sollte.
1932 wurde der Kreis Isenhagen aufgelöst und dem Kreis Gifhorn angeschlossen, zu dem Schönewörde heute noch gehört.
Für die Ortsentstehung und -entwicklung dürfte der Waldreichtum eine Rolle gespielt haben. Der Laubwald war als Viehweide geeignet und seine nährstoffreichen Böden konnten nach der Rodung zu Äckern werden. Noch für die Zeit vor dem Ersten Weltkrieg wurde die Walddichte für das alte Amt Isenhagen mit 35 % angegeben. Schönewörde gehörte zur Oberförsterei Wahrenholz, Oberforstamt Celle, und sein erster 1778 im Hannoverschen Staatskalender erwähnter Forstbeamte war der gehende Förster Johann Christoph Hölsen. Wenige Jahre später wird für Schönewörde auch ein Forsthaus aufgeführt mit dem gehenden Förster Nickel (obwohl Forsthäuser anfänglich nur reitenden Förstern zur Verfügung standen).
Aufgaben der Förster waren die Zuweisung von Brenn- und Bauholz (gebührenpflichtig), Jagd und Wildhege sowie die Verhinderung von Wilddiebereien. Davon zeugt auch der Gedenkstein für den 1863 ermordeten Schönewörder Hilfs-Forstaufseher Ernst Sander.
Für die heutige Gemeinde Schönewörde haben die Forsten nur noch eine Bedeutung als Quelle für Pachteinnahmen. Die Attraktivität der Jagd nahm 1967 durch die Aussetzung von Damwild zu.
Als einzige Mitgliedsgemeinde der Samtgemeinde Wesendorf hatte Schönewörde stets eine enge Verbindung zu Knesebeck – ob als Lehen im Besitz der Familie von dem Knesebeck oder dem Amt, der Vogtei, dem Kirchspiel Knesebeck zugeordnet bzw. von 1969 bis 1974 als Teil der Samtgemeinde Knesebeck. Übrig geblieben ist davon die Zugehörigkeit zur evangelisch-lutherischen Kirchengemeinde Knesebeck.

### Einwohnerentwicklung
| Jahr      | 1910 | 1925 | 1933 | 1939 | 1974 | 1980 | 1985 | 1990 | 1995 | 2000 | 2005 | 2010 | 2015 | 2020 | 2022 |
| --------- | ---- | ---- | ---- | ---- | ---- | ---- | ---- | ---- | ---- | ---- | ---- | ---- | ---- | ---- | ---- |
| Einwohner | 612  | 658  | 630  | 604  | 716  | 744  | 719  | 827  | 925  | 968  | 973  | 919  | 912  | 923  | 933  |

## Religionen

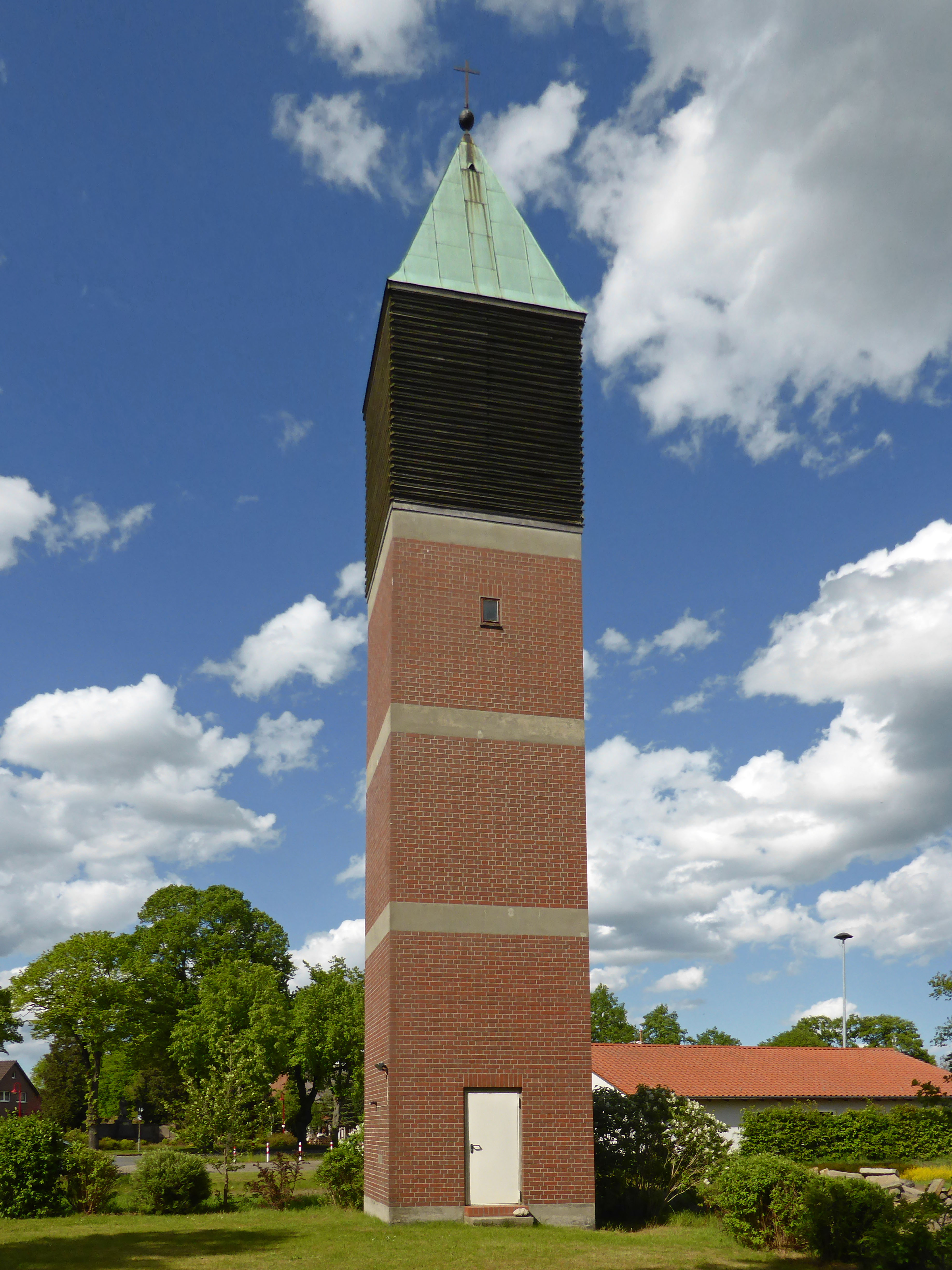
Glockenturm

Trotz eines 1966 erbauten Glockenturmes hat Schönewörde keine Kirche. Hin und wieder finden jedoch Gottesdienste in der kommunalen Friedhofskapelle statt. Die evangelisch-lutherischen Einwohner gehören zur Kirchengemeinde Knesebeck, die Katholiken zur Pfarrei St. Marien in Wittingen mit der nähergelegenen Kirche Mariä Himmelfahrt in Wesendorf.

## Politik

### Gemeinderat
Der Rat der Gemeinde Schönewörde setzt sich aus derzeit acht Mandatsträgern aus zwei politischen Parteien und zwei Wählergruppierungen zusammen. Von den eigentlich neun Sitzen im Rat sind derzeit (2021) nur acht besetzt, da dem Einzelbewerber Gerald Flohr vom Wahlergebnis her zwei Sitze zustünden, er aber wie alle anderen nur eine Stimme hat. Die Ratsmitglieder werden im Turnus bei einer Kommunalwahl für jeweils fünf Jahre gewählt.
Bei der Kommunalwahl 2021 ergab sich folgende Sitzverteilung:
| Gemeinderat 2021Insgesamt 8 Sitze - SPD: 1 - Unabh.: 1 - GfS: 4 - CDU: 2 | Gemeinderatswahl 2021Wahlbeteiligung: 75,1 % 50403020100 45,8 %18,6 %16 %15 %4,6 % WfSaCDUUnabh.cSPDFDPAnmerkungen:a Gemeinsam für Schönewördec Einzelbewerber Gerald Flohr |

Die letzten Kommunalwahlen ergaben die folgenden Sitzverteilungen:
| Wahljahr | CDU | SPD | parteilos | Gesamt  |
| -------- | --- | --- | --------- | ------- |
| 2016     | 4   | 4   | 1         | 9 Sitze |

### Bürgermeister
Der ehrenamtliche Bürgermeister Heinrich Buchholz wurde am 24. Mai 2023 von den Ratsmitgliedern mehrheitlich gewählt. Sein Vorgänger Gerald Flohr, der bei der konstituierenden Ratssitzung am 12. November 2021 von den Ratsmitgliedern mehrheitlich gewählt worden war, hatte sein Amt am 3. Mai 2023 niedergelegt.

### Wappen
Das Wappen der Gemeinde Schönewörde zeigt einen silbernen Kiebitz vor einem stehenden Eichenblatt über dem von silbernem Wellenband getrennten roten Schildfuß. Der Kiebitz weist auf die Wiesenlandschaften hin, das Eichenblatt auf die Waldflächen im Norden von Schönewörde. Der Wellenbalken stellt die Ise und die Riet dar, die rote Farbe im Schildfuß symbolisiert die blühende Heidelandschaft. Das Wappen wurde am 26. Oktober 1988 durch den Landkreis Gifhorn genehmigt.

## Kultur und Sehenswürdigkeiten

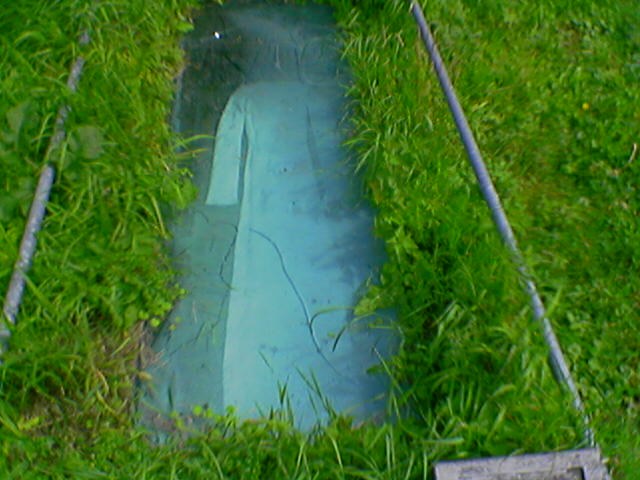
Kunstwerk Ophelia

Die Region ist landschaftlich von Heide, Mooren und Weihern und der Ise geprägt. Südlich liegt mit dem Großen Moor eines der größten Naturschutzgebiete Niedersachsens. Die wassernahe Natur ist bei Radwanderern, Wasserwanderern und Ausflüglern ein beliebtes Ziel. An urwüchsigen und markanten Orten am Wasser wurden 10 „künstliche“ Objekte platziert, die zum Verweilen, Betrachten und Nachdenken anregen sollen. Sie sind das Ergebnis des Wettbewerbes „Kunst am Wasser“, den der Landkreis Gifhorn in Zusammenarbeit mit der Hochschule für Bildende Künste Braunschweig veranstaltete. Die Künstlerin Anne Heusel wurde mit ihrer Ophelia prämiert. In einer offenen Grabstelle liegt in einem einsehbaren Sarg ein weißes Gewand. Von Hamlet erst geliebt und dann verschmäht, verfällt Ophelia dem Wahn und geht ins Wasser – dem Lebensspender und Lebensnehmer. Das Kunstwerk Ophelia liegt nördlich von Schönewörde an der Ise rund 500 Meter vor der Brücke über den Elbe-Seitenkanal Richtung Knesebeck.
Im Waldgebiet des Espenleus steht ein großer Granitblock mit der Inschrift:

„Hier fiel am 14. August 1863 durch Mörderhand der brave Hülfs-Forstaufseher Ernst Sander aus Schönewörde.“

Der Stein berichtet vom gewaltsamen Tod eines Forstaufsehers, der einen Wilderer auf frischer Tat ertappte und von diesem durch zwei Kopfschüsse getötet wurde. Nach seiner Festnahme leugnete der Mörder zunächst die Tat, wurde aber vor Gericht des Verbrechens überführt und zum Tode verurteilt. Es erfolgte jedoch eine Umwandlung in eine lebenslange Haftstrafe mit Zwangsarbeit im Lüneburger Kalkberg. Nachdem der Mörder dort 28 Jahre seine Tat gebüßt hatte, wurde er entlassen und starb im Armenhaus in Wunstorf. Der Dichter Hermann Löns nahm die Geschichte dieses Verbrechens als Vorlage für seinen Roman Der dritte Damm.

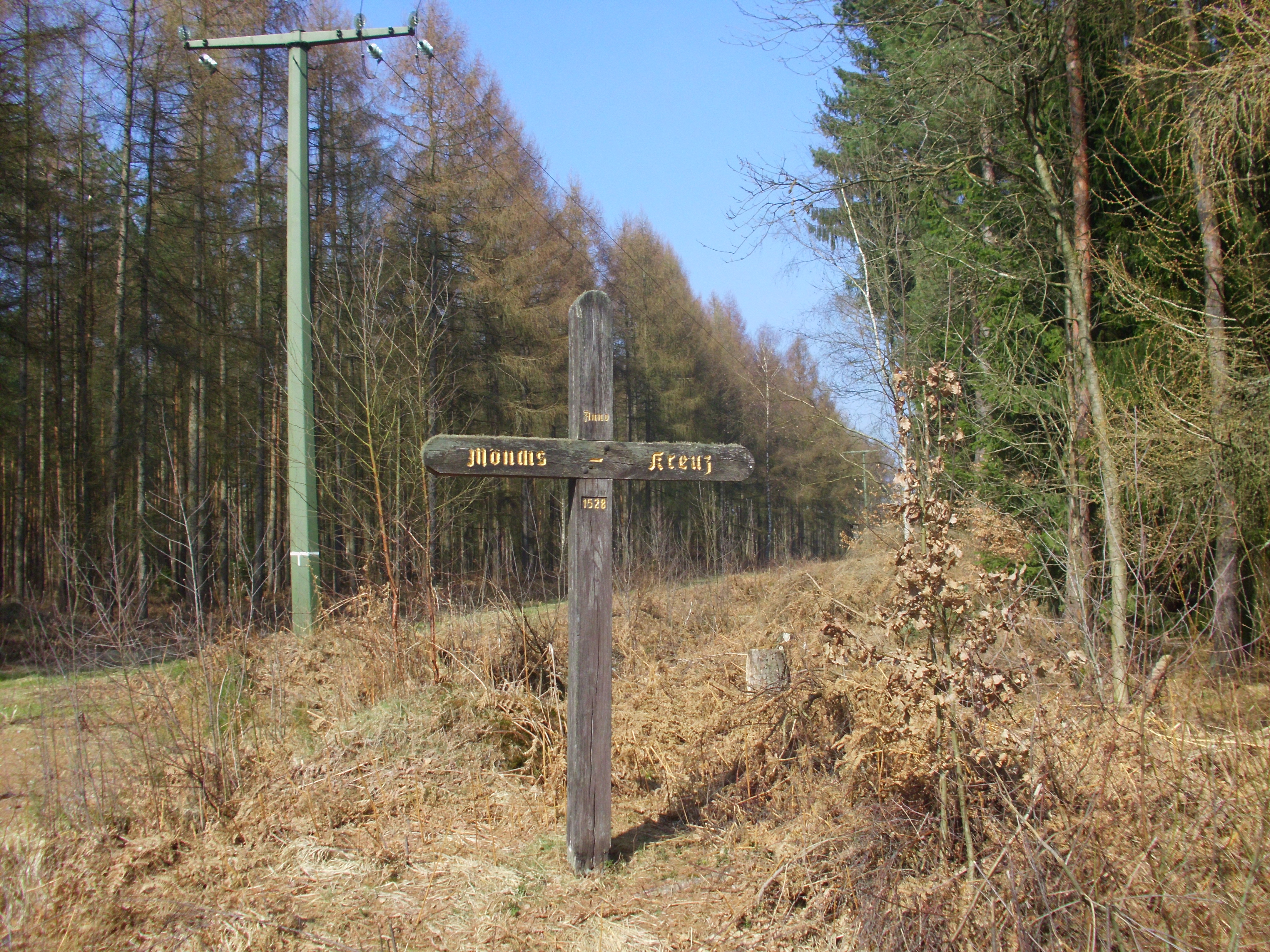
Das Mönchskreuz im Leu

In der Gemarkung steht das Mönchskreuz. Es erinnert an das Sterben eines Mönchs im Jahr 1528. Das Mönchskreuz steht rund drei Kilometer nordwestlich von Schönewörde im Leu.

### Bauwerke
Noch heute ist Schönewörde ländlich geartet und im Dorfbild mit seiner aufgelockerten Bebauung sind viele historische Fachwerk- und Backsteinhäuser zu sehen.

### Grünflächen und Naherholung
Die Königseichen am Sportzentrum entstammen der Tradition, dass ein Schützenkönig nach seiner Proklamation eine Eiche pflanzt. Nahe Schönewörde liegen ausgedehnte Waldflächen sowie das Große Moor.

### Sport

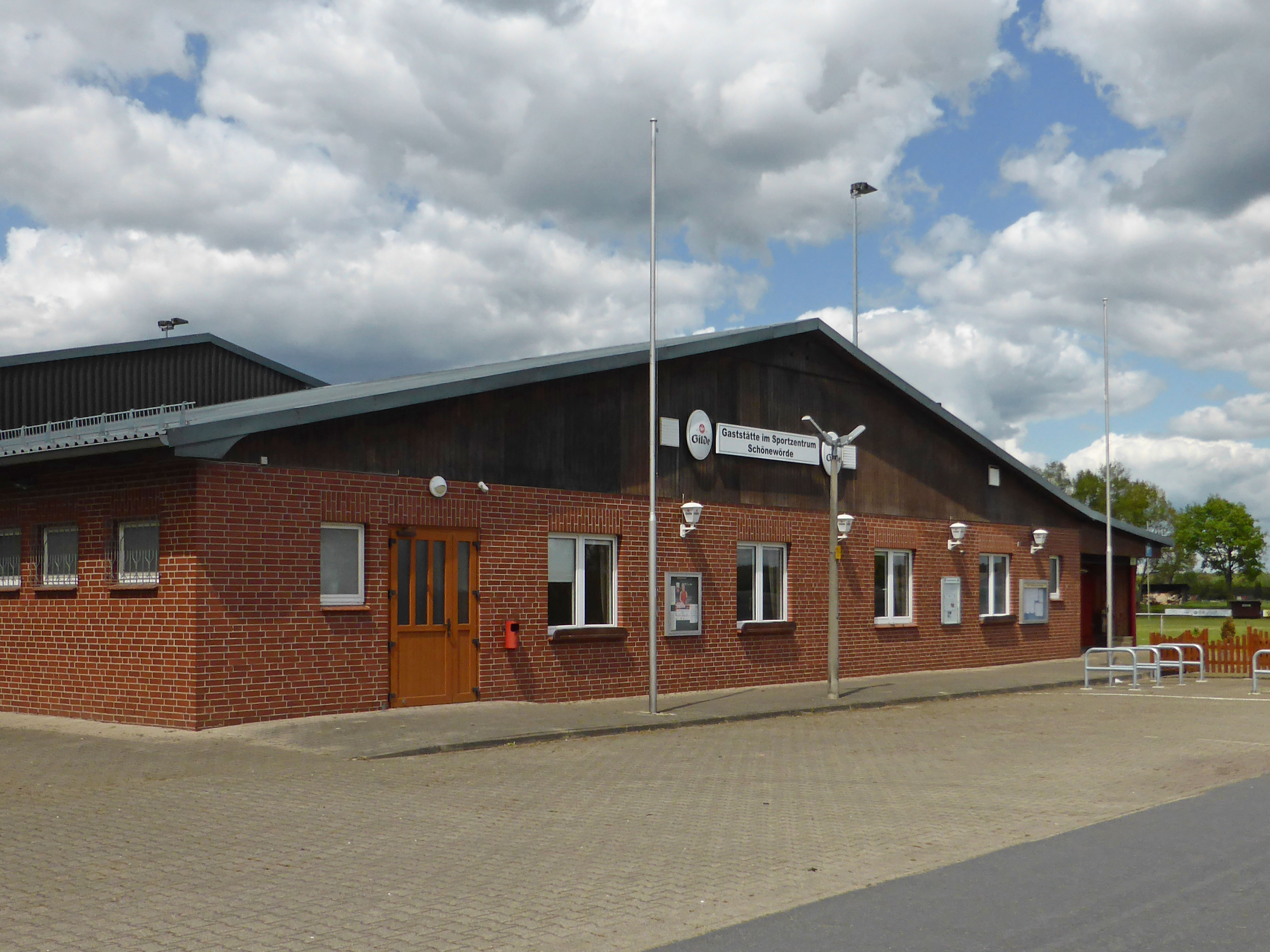
Sportzentrum

Zum Sportzentrum gehören der Fußballplatz, Tennisplätze, ein Schießstand und eine Grillhütte sowie ein Jugendtreff und eine Gaststätte. Der TSV Schönewörde e. V. (Turn- und Sportverein) von 1928 bietet neben Fußball und Tennis auch eine Reihe weiterer Sportarten an. Der Schützenverein Schönewörde e. V. von 1912 widmet sich dem Sportschießen. Aus der 1969 gegründeten Angelinteressengemeinschaft Schönewörde entwickelte sich der heutige Verein für Fischerei und Gewässerschutz Schönewörde und Umgebung e. V.

## Wirtschaft und Infrastruktur

### Unternehmen

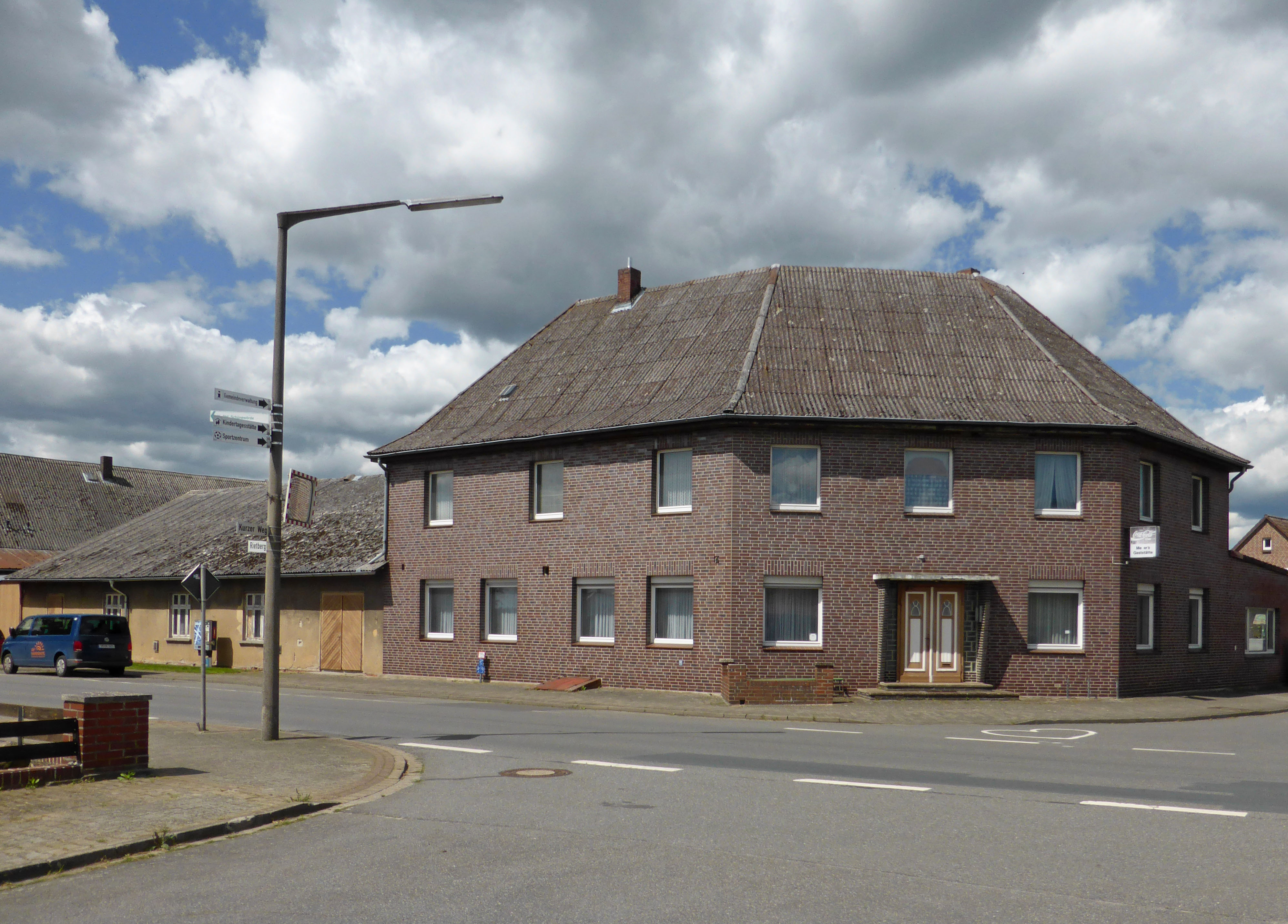
Ehemaliger Gasthof „Deutsches Haus“

Vermilion Energy betreibt bei Schönewörde ein Ölwerk. Die zum Erdölwerk führende Straße, die Preussagstraße, erinnert noch heute an die frühere Zugehörigkeit des Ölwerks zur Preussag. 1952 begann im Ölfeld Vorhop die Erdölförderung, 1956 wurde der Betriebsplatz Schönewörde gegründet. Das im Ölfeld Vorhop geförderte Erdöl wird über Rohrleitungen zum Betriebsplatz Schönewörde transportiert, dort von Begleitgas und Wasser getrennt und über eine Pipeline nach Hannover-Misburg geführt.
Die Lebensmittelgeschäfte und die Bäckerei wurden geschlossen, sodass in Schönewörde heute außer landwirtschaftlicher Direktvermarktung (wie beispielsweise der Hofladen einer Straußenfarm) keine Einkaufsmöglichkeit des täglichen Bedarfs mehr besteht. Es gibt eine Autowerkstatt, deren angeschlossene Tankstelle aufgegeben wurde. Geschlossen wurden auch die drei Dorfgaststätten sowie die Poststelle I, die dem Postamt Gifhorn zugeordnet war. Im Ladenlokal eines der ehemaligen Lebensmittelgeschäfte, in dem zwischenzeitlich auch die Post ihren Standort hatte, befindet sich noch eine Versicherungsagentur.

### Öffentliche Einrichtungen

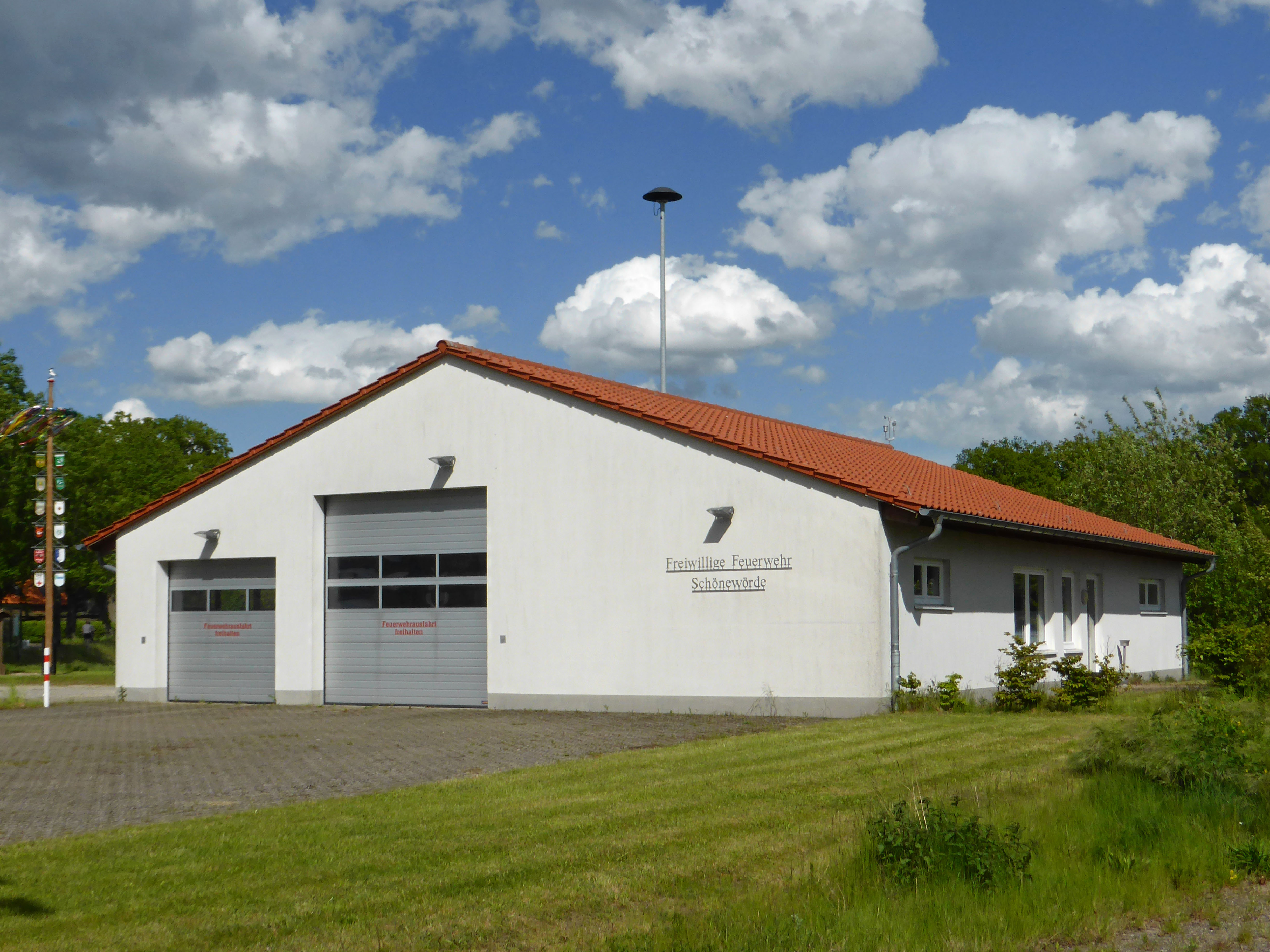
Feuerwehrhaus

Die Gemeindeverwaltung ist im ehemaligen Schulgebäude untergebracht. Nahe dem Feuerwehrhaus steht der Maibaum sowie das Kriegerdenkmal, das an die Gefallenen und Vermissten der beiden Weltkriege erinnert. Der Friedhof mit der Kapelle befindet sich in Trägerschaft der Samtgemeinde Wesendorf.
Die Freiwillige Feuerwehr wurde 1927 gegründet. Das heutige Feuerwehrhaus von 2010 ersetzt ein Vorgängergebäude aus dem Jahr 1958.

### Bildung

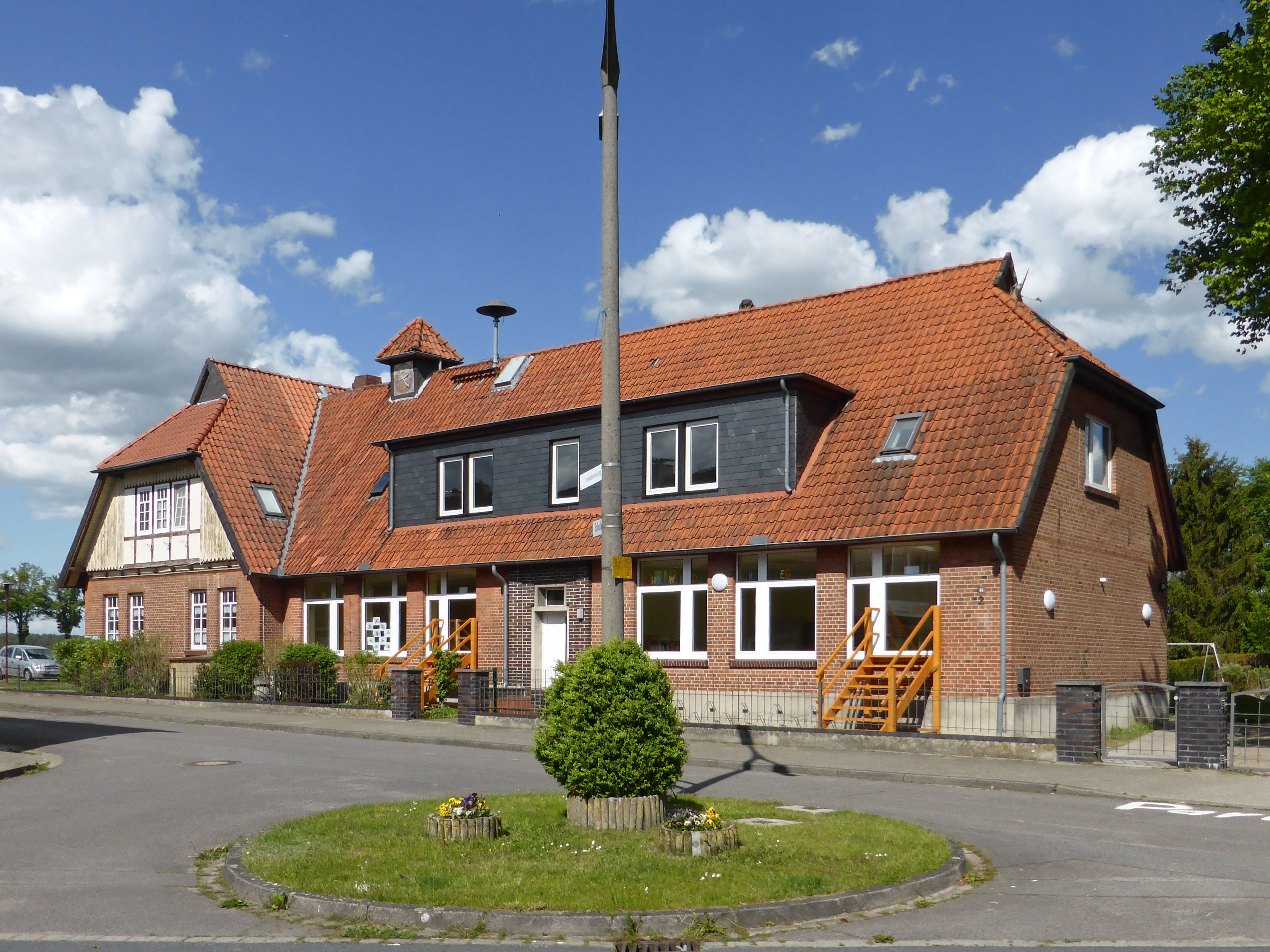
Ehemalige Schule

Die Kindertagesstätte wird vom Deutschen Roten Kreuz betrieben. 1991 wurde in Schönewörde eine Kindergartengruppe als Außenstelle der Kindertagesstätte Wesendorf eingerichtet. Zunächst wurde diese Kindergartengruppe im ehemaligen Schulgebäude untergebracht. 1992 wurde der Kindergarten in Schönewörde selbständig, 1993 wurde das heutige Kindergartengebäude am Sportzentrum errichtet. Auch die ehemalige Schule wird seit 2020 wieder als Kindertagesstätte genutzt.

### Verkehr

#### Straßenverkehr
Schönewörde liegt östlich von der B 4 Uelzen–Braunschweig. Durch Schönewörde führt die Landesstraße L 286, die von Wesendorf kommend über Schönewörde bis zur Bundesstraße 244 in Wittingen verläuft. Schönewörde war ursprünglich nur mit Vorhop und Wahrenholz durch Straßen verbunden. Die Straße nach Neudorf-Platendorf wurde erst später ausgebaut, auch der Weg nach Betzhorn ist heute für den Kraftverkehr freigegeben. Buslinien führen von Schönewörde bis nach Knesebeck, Wesendorf, Westerbeck und Wittingen.

#### Eisenbahn

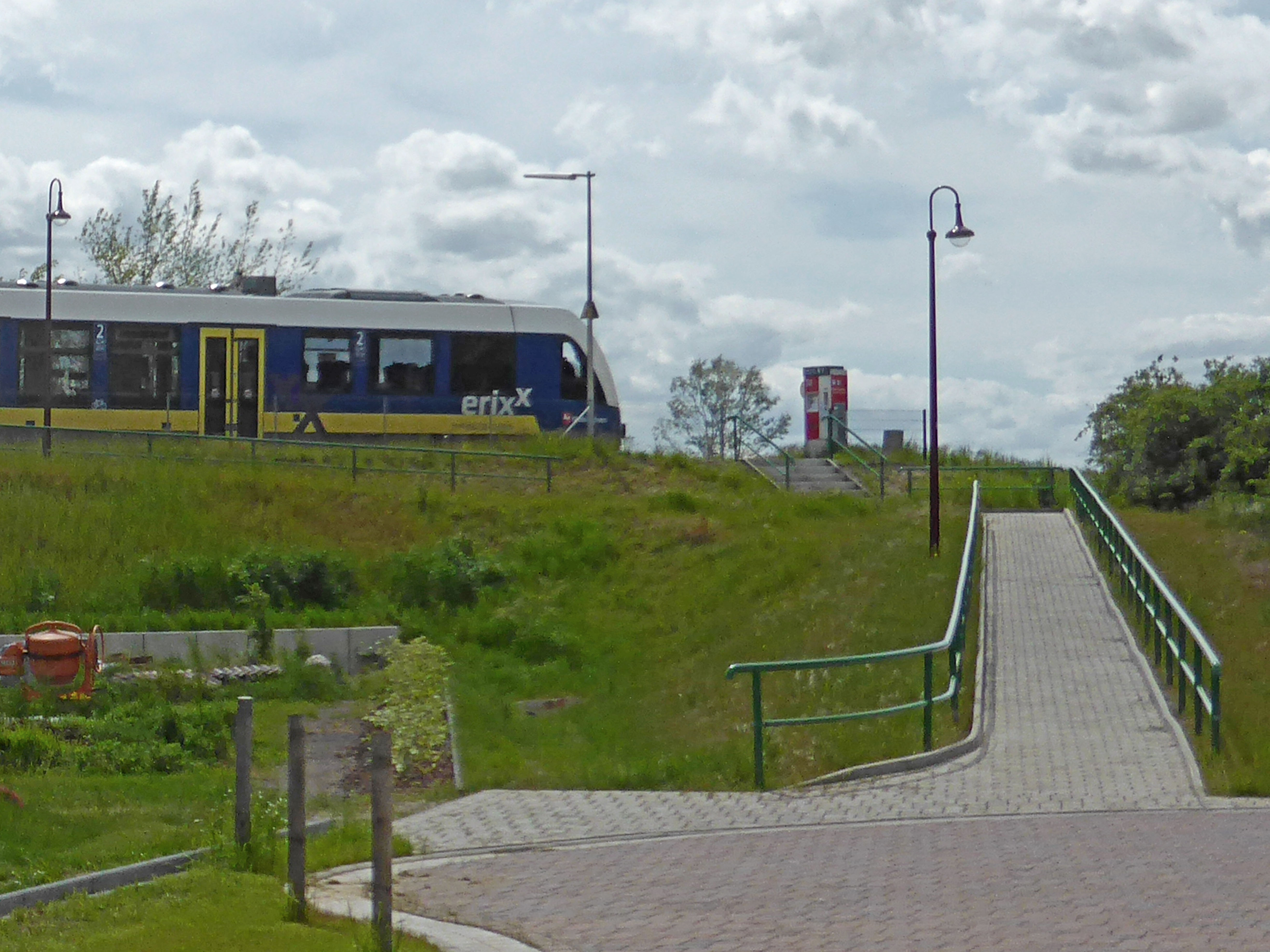
Haltepunkt Schönewörde

Die Gemeinde hat einen Haltepunkt an der seit 1900 betriebenen Bahnstrecke Braunschweig–Wieren. Im Zuge des Baus des Elbe-Seitenkanals wurde die Bahnstrecke bei Schönewörde höhergelegt, weil sie den Kanal mit einer Brücke überqueren sollte. Im Zuge dessen wurde der Haltepunkt Schönewörde, der sich zuvor nahe dem Ortsausgang nach Vorhop befand, näher an die Ortsmitte von Schönewörde heran verlegt.

## Persönlichkeiten
- Arno Türklitz (* 1911, † 1993), Berliner Möbelhändler, Jagdpächter in Schönewörde und Förderer der Gemeinde; nach ihm ist der Senator-Türklitz-Platz am Sportzentrum benannt